# Hawks (filmzene)
A Hawks című lemez az azonos című film zenéje, melynek fő dalszerzője Barry Gibb volt a Bee Gees-ből.

## Az album dalai
1. System Of Love  (Barry Gibb, Alan Kendall) – 4:00
2. Childhood Days (Barry Gibb, Maurice Gibb) – 3:34
3. My Eternal Love  (Barry Gibb, Richard Powers) – 4:30
4. Moonlight Madness   (Barry Gibb, George Bitzer, Alan Kendall ) – 5:13
5. Where Tomorrow Is  (Barry Gibb, Robin Gibb, Maurice Gibb) – 4:15
6. Celebration De La Vie (Barry, Robin és Maurice Gibb) – 4:26
7. Chain Reaction  (Barry, Robin és Maurice Gibb) – 3:50
8. Cover You  (Barry Gibb, Karl Richardson) – 4:47
9. Not In Love At All  (Barry Gibb, Maurice Gibb, George Bitzer) – 4:20
10. Letting Go  (Barry Gibb, George Bitzer) – 3:40

## Közreműködők
- Barry Gibb- ének, gitár
- George Bitzer – billentyűs hangszerek
- Larry Williams – billentyűs hangszerek, szaxofon
- Alan Kendall – gitár
- Steve Farris – gitár
- George Terry – gitár
- Neil Stubenhaus – basszusgitár
- Carlos Vega – dob
- Maurice Gibb – zongora
- Scott Shapiro – gitár

## Külső hivatkozások
- Barry Gibb – Music From The Original Soundtrack 'Hawks'